# Jan Fedorowicz
Jan Fedorowicz herbu Oginiec, ukr. Іван Федорович, Iwan Fedorowycz (ur. 10 czerwca 1811 w Hnilicach Wielkich, w pow. zbaraskim, zm. 2 listopada 1870 w Oknie, pow. skałackim) – prawnik, ziemianin, uczestnik powstania listopadowego, członek tajnych organizacji niepodległościowych, poseł na Sejm Ustawodawczy w Kromieryżu.

## Życiorys
Ukończył kolegium jezuickie w Tarnopolu. Po wybuchu powstania listopadowego udał się do Królestwa Polskiego, gdzie wstąpił do armii polskiej. Najpierw służył w artylerii konnej. Ranny, przebywał w szpitalu. Wyleczony służył jako oficer ordynansowy dowódcy 10 pułku krakusów – płk. Piotra Wysockiego. Ranny podczas obrony Warszawy został przewieziony do Galicji. Tu w latach 1831-1840 studiował na wydziale prawa uniw. we Lwowie, gdzie otrzymał tytuł doktora praw. Jednocześnie działał w tajnych organizacjach niepodległościowych. W 1846 uczestniczył w przygotowaniach do powstania przeciw Austriakom, za co został aresztowany i więziony wraz z braćmi Antonim i Adrianem.
Po wybuchu Wiosny Ludów wyszedł na wolność w wyniku amnestii cesarskiej. Poseł na Sejm Ustawodawczy w Wiedniu i Kromieryżu (sierpień 1848 – 6 lutego 1849), wybrany z okręgu galicyjskiego Tarnopol. Uczestniczył w Powstaniu Wiedeńskim w październiku 1848, gdzie walczył  pod dowództwem Wenzela Messenhausera z wojskami cesarskimi. W parlamencie należała do "Stowarzyszenia" skupiającego polskich posłów demokratycznych. Z mandatu poselskiego zrezygnował 11 grudnia 1848, mandat utracił po objęciu funkcji przez swego następcę.
Ziemianin, dzierżawca majątku Grzymałów w pow. skałackim (1849). Był inicjatorem założenia Towarzystwa Wzajemnej Pomocy Oficjalistów prywatnych. W 1850 zakupił od Antoniego Paygerta dobra Okno w przyszłym pow. skałackim. W tym okresie wycofał się z życia publicznego a także z działalności w tajnych organizacjach spiskowych będąc przeciwnym próbom wywołania powstania w Galicji. Poświęcił się wówczas sprawom prowadzenia swego majątku, który znacznie powiększył, od 1856 był także właścicielem dóbr Wierniaki oraz współwłaścicielem dóbr Czerniechowce w pow. zbaraskim. Od 30 czerwca 1853 był członkiem Galicyjskiego Towarzystwa Gospodarskiego we Lwowie, od 1861 oddziału tarnopolskiego (1853-1870). Członek Galicyjskiego Towarzystwa Kredytowego Ziemskiego oraz Wydziału Okręgowego w Skałacie (1869-1870). Brał także udział w pracach Towarzystwa Agronomicznego. Przeznaczał znaczne kwoty na działalność charytatywną, był współinicjatorem założenia szpitala w Tarnopolu. Odbył także wiele podróży po Europie, m.in. był w Anglii, Francji, Niemczech, Włoszech i Szwajcarii.
Członek Rady Powiatu z grupy większej własności i członek Wydziału Powiatowego w Skałacie (1867-1870).

### Prace Jana Fedorowicza
- Aforyzmy Jana Fedorowicza, Kraków 1873
- Pisma, Lwów 1913

## Rodzina i życie prywatne
Urodził się w rodzinie ziemiańskiej, jako syn Andrzeja i Rozalii z Hryniewiczów. Miał czterech braci: Antoniego (1806-1881), Ambrożego (1817-1858), Adriana  (1818-1856) i Alojzego (1830-1902). W 1839 poślubił córkę urzędnika Karolinę z Nahlików. Miał z nią córkę Ludmiłę (1840-1849) i syna Władysława Walentego (1845-1917) – znanego działacza ukraińskiego. Umarł nagle na polowaniu.